# Almiradío
El Almiradío (también denominado Almirantío) es un título honorífico correspondiente a una antigua demarcación administrativa del Reino de Navarra de la que en la actualidad queda el nombre personificado en el almiradío de Navascués.

## Historia
Es una jurisdicción real que se aplicaba a ciertas zonas del reino de Navarra, donde el Rey delegaba en un almirante la administración de dichas zonas desde, posiblemente, la época del reinado de la Casa de Champaña. Dicho almirante administraba los lugares en nombre del Rey, cobrando su sueldo a partir de las rentas de los mismos almiradíos, aplicando su supervisión en todos los aspectos oficiales de dichos lugares (fiscal, militar, judicial... etc).
Durante los siglos se llegaron a crear varios almiradíos:
- Aoiz
- Aspurz
- Burgo de San Cernin
- Castillonuevo
- Eugui
- Larrasoaña
- Lumbier
- Monreal
- Navascués
- Población de San Nicolás
- Roncal
- Sangüesa
- Urroz-Villa
- Ustés
- Valle de Aezcoa
- Valle de Aibar
- Valle de Salazar
- Villava

En la actualidad solo queda el de Navascués, que surge de la unificación de los antiguos almiradíos de Castillonuevo, Aspurz, Navascués y Ustés cuyo nombre viene de la preponderancia de Navascués sobre los demás.
El anterior almiradío de Navascués, era denominado también El almiradío de los almiradíos, porque tenía la particularidad de estar formado por la unión de los almiradíos de Aspurz, Castillonuevo, Navascués y Ustés. En la actualidad está dividido en dos municipios: Navascués (englobando Aspurz, Ustés y Navascués) y Castillonuevo, independiente del resto desde 1846.